# Хесс, Вальтер
Людвиг Отто Вальтер Хесс (нем. Ludwig Otto Walter Hess; 12 января 1908, Франкфурт-на-Майне, Германская империя — 8 июня 1979, Хофхайм-ам-Таунус, ФРГ) — гауптштурмфюрер СС, начальник отделения полиции безопасности и СД в Хелме.

## Биография
Вальтер Хёсс родился 12 января 1908 года в семье учителя народной школы. С 1914 по 1927 год посещал во Франкфурте-на-Майне народную школу, реальное училище и гимназию. В течение 8 семестров изучал право во Франкфуртском университете. В 1931 году не смог сдать государственный юридический экзамен и оставил обучение в университете. С 1932 по 1935 год зарабатывал на жизнь, работая разнорабочим, почтовым служащим, корреспондентом и бухгалтером. Осенью 1935 года стал безработным.
1 апреля 1933 года вступил в НСДАП (билет № 1829722). 6 мая 1933 года присоединился к Штурмовым отрядам (СА). 1 января 1936 года поступил на службу в отделение гестапо во Франкфурте-на-Майне. Весной 1938 года после Аншлюса Австрии на месяц был откомандирован в отделение гестапо в Линце. 30 января 1938 года был зачислен в ряды СС (№ 310292). 1 марта 1939 года был переведён в гестапо в Вюрцбурге. С 1 апреля 1940 года служил в ведомстве командира полиции безопасности и СД в Люблине, где возглавлял отдел IV E (контрразведка). После начала войны с СССР в 1941 году два месяца прослужил в айнзацкоманде, действовавшей в районе Бреста и Пинска. 1 октября 1943 года стал начальником отделения полиции безопасности и СД в Хелме. Хесс принимал участие в уничтожении еврейского населения в газвагенах. Впоследствии служил в ведомстве командира полиции безопасности и СД в Варшаве и до 1944 года был офицером связи между ведомством и четвёртым танковым корпусом. После отступления немецких войск из Польши в марте и апреле 1945 года недолго служил в отделениях гестапо в Дармштадте и Ханау.
В мае 1945 года под именем Вольфганга Хайнемана попал в плен, из которого вскоре был выпущен. Хесс поселился в Вольфенбюттеле и 13 июля 1945 года сдался британским оккупационным властям, назвав своё настоящее имя. До 2 марта 1948 года находился в лагере для интернированных. 2 мая 1948 года в ходе процедуры денацификации палата в Билефельде приговорила Хесса к двум годам заключения в тюрьме, которые считались отбытыми во время интернирования. После освобождения работал бухгалтером и налоговым консультантом. 1 апреля 1956 года в Висбадене поступил на службу в полицию земли Гессен. Хесс был преподавателем в полицейской школе в Дотцхайме. 18 мая 1961 года был отстранён от работы. После недолгого пребывания в следственном изоляторе 17 октября 1961 года нашел работу в страховой компании. 1 марта 1973 года земельным судом Висбадена за пособничество в убийстве был приговорён к 4 годам заключения.